# 卡美拉 大怪獸空中決戰
《卡美拉 大怪獸空中決戰》（日語：ガメラ 大怪獣空中決戦）是1995年由金子修介導演、伊藤和典編劇，樋口真嗣負責特效的日本特攝怪獸電影。 它是卡美拉電影系列的第九部作品，作為系列的重啟之作，也是該系列平成時期的首部作品。本片由中山忍、伊原剛志、小野寺昭、藤谷文子和本田博太郎主演，真鍋尚晃、鈴木潤飾演卡美拉，龜山悠美飾演卡歐斯。
《卡美拉 大怪獸空中決戰》由大映電影、博報堂和日本電視台聯合製作，並由東寶發行。該片於1995年3月11日在日本院線上映，隨後於1996年推出續作《卡美拉2 雷吉翁襲來》，該部作品在上映後受到高度评价，並在《电影旬报》首个被选为十佳电影的日本怪獸电影。

## 概要
《卡美拉 大怪獸空中決戰》的電影標題，與昭和卡美拉系列的第三部作品《大怪獸空中戰：卡美拉對卡歐斯》相似，但兩者故事的內容則完全不同。在此之前，昭和卡美拉系列主以兒童爲客群製作，但在本作中加入了現實世界中實際發生的議題，與超古代歷史和傳說等相關的設定，並以1995年的日本為背景，描繪了在五島群島和姬神島孵化的巨獸、從環礁般的外表中醒來的卡美拉，與發現它們的人類和自衛隊之間的戰鬥。
按時間順序上，《大怪獸空中決戰》與續集《卡美拉2 雷吉翁襲來》（以下簡稱2）和《卡美拉3 邪神覺醒》（以下簡稱3）具有關聯性。尤其是《3》，直接觸及了本作中的事件，並與《3》的發展息息相關。此外還有一些對話暗示曾在“3”中發生的一些事件。在上映後，觀眾動員約有90萬人，實際發行收入5.2億日元。儘管最初發行收入的目標為10億日元，但製作團隊在影響版權和代理商的預期下勉強確保盈餘，最後決定將其製作成系列電影，認為卡美拉的形象已經影響到世界。

## 劇情概要
1995年，日本海上保安廳一級航海士米森良成乘坐的巡視船「野島號」正在太平洋上執行保護鈽運輸船「海龍丸」的任務。野島號和海龍丸號行駛到了菲律賓海溝東部，距離棉蘭老島西南方約200公里的地點，這時，海龍丸號緊急聯繫野島號，稱它「擱淺了」。儘管該海域水深超過6,000米，但海龍丸擱淺的原因是一個神秘的巨大漂流環礁，而且這個環礁自行離開海龍丸。隨後疑似由神秘環礁引起，原因不明的海難事故頻發，海上保險公司啟動聯合調查，米森和八洲海上保險的草薙加入了調查。環礁正隨著黑潮的流動逐漸接近日本，米森等人前往環礁所在位置的南西諸島海域。最終進行登陸調查，在那裡，眾人發現神秘的石板和大量勾玉，進一步表明這個環礁實際是一個「生物」。
同時，福岡市動植物園的鳥類學者長峰真弓接到長崎縣警察刑警大迫力的來訪，得知在九州五島列島姬神島發生一起事件，島民們在用無線電傳遞「鳥！巨大的鳥啊！」後失去了消息。姬神島曾早先傳出一隻巨大的雛鳥被發現的消息，使得長峰的老師、九州大學的平田等研究人員前往現場調查。當長峰和大迫等警察人員到達姬神島後，眼前卻是一片被毀壞的村莊。他們在村莊發現一些大鳥球囊。裏面包括平田的鋼筆和一個損壞眼鏡。長峰和大迫決定前往島的深處，卻發現一隻巨大的怪鳥。正是這隻怪鳥導致姬神島的島民和研究人員的死亡。意識到事態嚴重的長峰和大迫乘坐直升機追蹤，發現共有三隻怪鳥。當怪鳥靠近時，長峰使用相機閃光燈連續拍照，導致怪鳥感到害怕而飛走，這讓他意識到怪鳥的弱點是強光。
為了防止進一步的攻擊，長峰同意幫助政府捕捉巨鳥，這些生物隨後被引誘到福岡巨蛋，其中兩隻成功被捕捉，另一隻逃到博多灣港口被上岸的「環礁」殺死。剩下的怪鳥在巨大生物到達球場之前逃走。草薙在翻譯從環礁身上發現的古代石碑，將其解釋給米森和他的女兒淺黃，根據碑文：「最後的希望・卡美拉・托付於時間的搖籃中・與災厄的陰影・卡歐斯一起覺醒」。政府決定將巨大生物稱為「卡美拉」，怪鳥稱為「卡歐斯」。當淺黃觸摸到一塊勾玉時，她無意與卡美拉形成精神聯繫。草薙試圖說服政府卡歐斯才是真正的威脅，但由於卡美拉造成的破壞，因此決定消滅卡美拉。
合作調查的草薙、米森和長峰在木曾山脈目睹另一場卡歐斯的攻擊。過程中，他們為試圖拯救一名孩子陷入危機，但卡美拉及時趕到拯救他們，並殺死另一隻卡歐斯。同時，淺黃發現自己也能感受到與卡美拉相同的傷口和痛苦。自衛隊隨後在駿河灣上空用81式短程地對空飛彈攔截卡美拉，使其在富士山麓被擊落，接著展開74式戰車部隊的直接攻擊，並用F-4EJ改良機隊進行空襲。由於最後一隻卡歐斯突然出現，該次攻擊一時中止，重創的卡美拉藉此機會再次飛走。淺黃因疼痛而陷入昏迷。
長峰隨後委託後輩對卡歐斯的基因進行分析，發現卡歐斯只擁有一對染色體，且染色體是完美無缺，明顯是人工生物，具有雌雄同體、能夠单性生殖的特性。這意味著如果繼續放任卡歐斯，它們將以人類為食迅速繁殖。長峰提出卡歐斯是由於無法控制的污染而被喚醒，而卡美拉是由古代文明創造來對抗卡歐斯。他們帶著這些資訊去找草薙，解釋在富士山的事件表明淺黃在精神上與卡美拉連結。草薙最初不相信這些說法，直到他親眼目睹了勾玉的力量。
成功逃脫的卡歐斯在富士山麓成長成體。出現在東京造成嚴重破壞，完成指定區域居民的撤離後，自衛隊使用地對空飛彈進行攻擊。然而，克服光線的卡歐斯感知到飛彈，巧妙引導其摧毀了東京鐵塔並在塔內築巢。對此，政府決定對卡歐斯發動全面戰爭。隨著股市崩盤、道瓊指數暴跌、機場關閉、試圖逃離的人們蜂擁而至導致各種交通擁堵等經濟和社會混亂擴散，東京都民開始疏散。
淺黃從昏睡中醒來，向眾人卡美拉已經恢復的消息。當卡歐斯於鐵塔上產卵之後，已經痊癒的卡美拉從地下出其不意抓住卡歐斯，並摧毀其巢和蛋。雙方展開一場大規模的空戰，淺黃、草薙、長峰和米森搭乘升機跟隨。卡歐斯起初戰勝了卡美拉，但淺黃利用勾玉為卡美拉祈禱，祈願的力量讓巨大的火焰迅速凝聚，導致卡美拉復活，並得以利用爆炸產生的火焰能量放出火球，擊殺卡歐斯。
卡瑪拉在透過連結治癒淺黃後返回海洋。雖然長峰和米森認為未來可能會出現其他的威脅，但淺香表示，如果發生這種情況，卡美拉將再度回歸。

## 登場怪獸
- 卡美拉
- 卡歐斯

## 主要登場角色
米森良成（よねもり よしなり）
飾演者：伊原剛志
本作的主角。日本海上保安廳巡邏艦「野島號」的一等航海士。
虽然因为太平洋上的一个神秘环礁而遭遇搁浅事故，但他不被允许参加该机构的调查组，所以他休假，加入了直也保险公司的调查组。
正是他創造了復活卡美拉的機會，並最終捲入了兩個怪物之間的戰鬥。
長峰真弓(ながみね まゆみ)
飾演者：中山忍
本作的女主角。在福岡市動植物園工作的鳥類學家。在姬神島上發現了卡歐斯，並與大迫刑警一起進行了對於怪獸的調查。在本作之後繼續調查卡歐斯，並將在《邪神覺醒》作為主角再度登場。
根據對話表示，它的老師平田（劇中出現了他的名字）是卡歐斯的受害者。由於性格偏強一些，多次對大迫和斎藤表現出堅決的言行。
草薙淺黃(くさなぎ あさぎ)
飾演者：藤谷文子
可以通過米森贈予的彈珠，與卡美拉進行交流的女高中生。是貫穿整個三部曲系列，並扭轉局面的重要角色。
草薙直哉（くさなぎ なおや）
飾演者：小野寺昭
淺黃的父親。在八洲損害保險公司工作。他和淺黃兩人一起生活，對於妻子的情況則不清楚。在《2》中，他在紐約，只出現了名字。在《3》中提到他在華盛頓。
大迫力(おおさこ つとむ)
飾演者：螢雪次朗
長崎縣警察局的刑警。職位警部補，與真弓在姬神島意外發現了卡歐斯。同是整個三部曲系列都有登場的角色。
斎藤雅昭(さいとう まさあき)
飾演者：本田博太郎
環境署副署長。他呼籲保護卡歐斯，但是當卡歐斯已經巨大成長到無法控制的狀態，並開始孤雌生殖時，才開始想依靠卡美拉的力量。在《邪神覺醒》再度登場。
佐竹（さたけ）
飾演者：長谷川初範
日本自衛隊一等陸佐，任職於統合幕僚會議事務局第3幕僚室。當卡歐斯還是幼體時，他認為卡美拉比卡歐斯更具威脅，但當卡歐斯能在白天活動時，他意識到卡歐斯的威脅並發現他們的方針是錯誤的。他也在『2』中出現。

### 演員列表
- 米森良成：伊原剛志（日语：伊原剛志）
- 長峰真弓：中山忍
- 草薙淺黃：藤谷文子（日语：藤谷文子）
- 大迫力：螢雪次朗（日语：螢雪次朗）
- 齋藤環境廳審議官：本田博太郎（日语：本田博太郎）
- 佐竹一等陸佐：長谷川初範[註 1]
- 海上保安廳巡視船船長：本鄉功次郎
- 鈽原料輸送船船長：久保明（日语：久保明）
- 計程車司機：松尾貴史（日语：松尾貴史）（特別出演）
- 道彌：袴田吉彥（日语：袴田吉彥）（特別出演）
- 雪乃：坂野友香（日语：坂野友香）[註 2]
- 大野三等陸佐：渡邊裕之[註 3]
- 富士裾野的陸自指揮官：渡邊哲（日语：渡邊哲）
- 巨蛋移動指揮中心中隊長：坂田雅彦（日语：坂田雅彦）
- 買東西的主婦：風吹純（友情出演）
- 電視台記者：夏樹豐（日语：夏木ゆたか）（局外出演）
- 超級市場的主婦：石井富子（日语：石井トミコ）
- 男島一家商店的阿姨：大島蓉子（日语：大島蓉子）
- 《NNN News Plus 1》主播：真山勇一（日语：真山勇一）、木村優子（日语：木村優子）、大神泉（日语：大神いずみ）
- 東京巨蛋的現場記者：古賀之士（日语：古賀ゆきひと）
- 新宿ALTA的現場記者：永井美奈子（日语：永井美奈子）
- 深夜突發報導主播：若林健治（日语：若林健治）
- 巨蛋移動指揮所通信員：中村明美（日语：中村明美）
- 草薙直哉：小野寺昭（日语：小野寺昭）
- 卡美拉：真鍋尚晃、鈴木潤
- 卡歐斯：龜山由美（日语：亀山ゆうみ）

## 製作人員
- 導演：金子修介
- 劇本：伊藤和典
- 特技導演：樋口真嗣
- 音樂：大谷幸
- 音樂製作人：三浦光紀
- 攝影：戶澤潤一
- 照明：吉角荘介
- 美術：及川一
- 剪輯：荒川鎮雄（日语：荒川鎮雄）
- 第二單位攝影：前田智
- 攝影助理：高間賢治（日语：高間賢治）
- 剪輯助理：冨田功（日语：冨田功）
- 服裝設計：馬場紀子、長田好宣
- 錄音：橋本泰夫
- 記錄：石山久美子
- 靜態攝影：久井田誠
- 裝飾：长谷川圭一、金子英司
- 音響效果：帆苅幸雄、岡瀬晶彦（日语：岡瀬晶彦）
- 助理導演：片島章三
- 導演助手：浜本正機、村上秀晃、佐藤太
- 特技：多賀谷渉
- 車技特技：スーパードライバーズ（Super Drivers）
- 攝影棚：角川大榮工作室（日语：大映スタジオ）、東寶建設（日语：東宝ビルト）
- 沖洗：IMAGICA

特殊技術
- - 攝影：木所寛
  - 照明：林方谷
  - 美術：三池敏夫（日语：三池敏夫）
  - 怪獸造型：原口智生（日语：原口智生）
  - 操演：根岸泉
  - 剪輯：普嶋信一（日语：普嶋信一）
  - 助理導演：神谷誠（日语：神谷誠）
  - 導演助手：中崎一嘉、武井謙一、太田圭介
  - 視覺效果總監：松本肇（日语：松本肇）、灰原光晴
- 特別協助：防衛廳、海上保安廳、福岡巨蛋、福岡放送、靜岡第一電視台、朝日航洋（日语：朝日航洋）、計劃秀功社（可能是指某個策劃公司）。
- 贊助：愛普生銷售（日语：エプソン販売）
- 總指揮：徳間康快
- 製作代表：加藤博之、漆戸靖治（日语：漆戸靖治）、大野茂
- 製作人：池田哲也、萩原敏雄（日语：萩原敏雄）、澤田初日子
- 企劃：佐藤直樹（日语：佐藤直樹）、武井英彦、森江宏、鈴木伸子
- 製作人：土川勉
- 製作協力：IMAGICA、徳間書店、德間日本傳播
- 製作：大映、日本電視放送網、博報堂

## 製作

### 規劃歷史
從1980年代開始，大映就曾藉由仿效《哥吉拉》（1984年）的重啟化來復興卡美拉系列，1990年代，金子修介在大映的邀約下同意擔任本作的導演，但對最初的製作預算為5億日元感到失望，並決定將其製作為搞笑或喜劇電影。然而，在伊藤和典隨後擔任編劇，樋口真嗣擔任特攝總監後，製作方則決定更改主題，改製作位「王道怪獸電影」。
角川映畫於2006年上映的《小勇者們～卡美拉～》，其劇情是基於在伊藤擔任編劇前，由編劇小中千昭、小中和哉兄弟所構思的《大怪獣空中決戦》原案，又被稱為「小中卡美拉」，該原案後來影響小中千昭參與《數碼寶貝03馴獸師之王》的編劇製作。

### 拍攝
《大怪獣空中決戦》在拍攝時，曾向自衛隊申請了協力拍攝的合作要求，起初自衛隊同意讓陸上自衛隊和海上自衛隊參與，並拒絕讓航空自衛隊（JASDF）登場在劇中，其原因是無接受劇本中，F-15J戰鬥機在與卡歐斯的空戰被擊落，墜毀在有樂町的發展，後再經過多次交涉後，航空自衛隊登場的一幕則更改為「出動戰機，但因城市上空出現怪獸，故無法交戰。」的發展，基於此，據說在本作中則有意識地盡量避免出現「傷害自衛隊」的場景。另外，即使在兩部續集中，也有坦克爆炸、陸上自衛隊隊員被炸飛的場景，而航空自衛隊的飛機卻完全沒有墜毀。
電影後半段卡美拉和卡歐斯在東京的戰鬥，則是在室外使用微型開放佈景所拍攝的。美術監督三池敏夫為了製作該場景，特地繪製了東京鐵塔模型藍圖，該藍圖後在2003年上映的《哥吉拉×摩斯拉×機械哥吉拉 東京SOS》中再度使用。
由於電影中許多剪輯都是從人類的視角看待怪獸，使得電影成果具有逼真的寫實感。當時曾擔任平成哥斯拉系列特效總監的川北紘一也稱讚：「將觀眾的視點徹底統一，同時主線的故事很有趣」，並對於電影成果的體現相當滿意。
由於日本電視台也參與了平成卡美拉系列的製作，該電視台所屬的新聞節目《News Plus 1》及其解說員將出現在該劇中，長崎國際電視台、福岡放送和靜岡第一電視台在劇中也以不同形式出現。

## 登場兵器・戰艦
自衛隊
- 74式戰車
- 89式裝甲戰鬥車
- 87式偵察警戒車
- 82式指揮通信車（日语：82式指揮通信車）
- 73式大型重卡車（日语：73式大型トラック）
- 73式小型重卡車（日语：73式小型トラック）
- 偵察用摩托車（日语：偵察用オートバイ）
- 1噸半救護車（日语：1トン半救急車）
- 81型地對空飛彈（日语：81式短距離地対空誘導弾）
- 太刀風級護衛艦「朝風（日语：あさかぜ (護衛艦)）」「澤風（日语：さわかぜ (護衛艦)）」
- 白根級護衛艦
- 榛名級護衛艦
- 汐潮級潛艦
- F-15J戰鬥機
- F-4幽靈II戰鬥機
- RF-4E偵察機
- UH-1直升機
- CH-47 契努克
- 豐和64式7.62公釐自動步槍
- スーパー9プロ

海上保安廳
- 大型巡視船「野島號（日语：のじま_(巡視船・2代)）」
- Bell 212
- 達索獵鷹 900運輸機（英语：Dassault_Falcon_900）
- Short_SC.7_Skyvan（英语：Short_SC.7_Skyvan）
- YS-11大型飛行機

其他
- 鈽輸送船「海竜丸」（架空）
- 調査船「けんざき」

## 主題曲
「神話」
- 演唱：Bakufu Slump（日语：爆風スランプ） / 作詞：太陽廣場中野君（日语：サンプラザ中野） / 作曲：方奇末吉（日语：ファンキー末吉）、斉藤かんじ、井上鑑（日语：井上鑑） / 編曲：井上鑑、Bakufu Slump

## 獎項
《卡美拉 大怪獸空中決戰》在上映後獲得多個獎項，包括第27回星雲獎的電影·表演·多媒體部門賞，這部作品在日本電影雜誌《電影旬報》於1995年的《電影旬報十佳獎》排名第6。是唯一一部進入十佳獎的怪獸電影，直到2016年的《正宗哥吉拉》此外，《卡美拉 大怪獸空中決戰》還被該雜誌評為100部最佳日本電影。
| 年份   | 獎項                 | 類別                 | 提名者                              | 結果 | 參考資料 |
| ------ | -------------------- | -------------------- | ----------------------------------- | ---- | -------- |
| 1996年 | 第19回日本電影學院獎 | 最佳女配角獎         | 中山忍                              | 提名 | [ 5 ]    |
| 1996年 | 第38回藍絲帶獎       | 最佳女配角獎         | 中山忍                              | 獲獎 | [ 6 ]    |
| 1996年 | 第38回藍絲帶獎       | 最佳導演獎           | 金子修介                            | 獲獎 | [ 6 ]    |
| 1996年 | 第17屆横滨电影节     | 最佳女配角獎         | 中山忍                              | 獲獎 | [ 7 ]    |
| 1996年 | 第17屆横滨电影节     | 最佳導演獎           | 金子修介 （與岩井俊二《情书》聯名） | 獲獎 | [ 7 ]    |
| 1996年 | 第17屆横滨电影节     | 最佳編劇獎           | 伊藤和典 （包含《攻殼機動隊》）     | 獲獎 | [ 7 ]    |
| 1996年 | 第17屆横滨电影节     | 最佳技術（特殊效果） | 樋口真嗣                            | 獲獎 | [ 7 ]    |
| 1996年 | 大阪電影節           | 最佳新人獎           | 藤谷文子                            | 獲獎 |          |

## 重新上映
2020年11月27日，為了紀念卡美拉誕生55週年，《卡美拉 大怪獸空中決戰》以4K HDR版本在劇院上映，這個名為杜比影院版的版本在限定期內放映。在其中一家上映影院丸之內Piccadilly首日的舞台見面會上，金子修介、中山忍、螢雪次朗登台亮相。這個版本包含杜比全景聲音軌，因其在上映時的聲音設計受到了高度評價，因此在『2』和『3』中也將收錄杜比全景聲音軌。

## 遊戲軟體
- ガメラ ギャオス撃滅作戦(1995年SAMMY發行 SFC遊戲軟體)
- ガメラ 大怪獣空中決戦(1995年ANGELS發行 GB遊戲軟體)
- ガメラ 2000(1997年Digtal Forntier發行 PS遊戲軟體)

## 外部連結
- ガメラ 大怪獣空中決戦 - 日本电影数据库
- ガメラ 大怪獣空中決戦 - allcinema
- ガメラ 大怪獣空中決戦 - KINENOTE
- AllMovie上《Gamera : Guardian of the Universe》的资料（英文）
- 互联网电影数据库（IMDb）上《Gamera : Guardian of the Universe》的资料（英文）